# Bistrica (gmina Jajce)
Bistrica – wieś w Bośni i Hercegowinie, w Federacji Bośni i Hercegowiny, w kantonie środkowobośniackim, w gminie Jajce. W 2013 roku liczyła 909 mieszkańców, z czego większość stanowili Chorwaci.